# Rafael Filiberto Bonelly

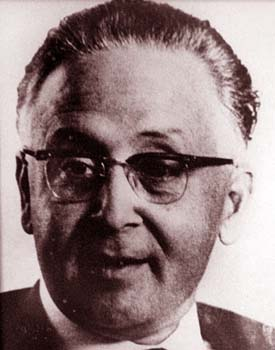
Rafael Filiberto Bonelly

Rafael Filiberto Bonelly (Bonnelly) Fondeur (* 22. August 1904 in Santiago de los Caballeros; † 28. Dezember 1979 in Santo Domingo) war ein dominikanischer Politiker und Präsident der Dominikanischen Republik.

## Leben

### Biografie
Nach dem Schulbesuch absolvierte er ein Studium der Rechtswissenschaften an der Universidad de Santo Domingo (heute Universidad Autónoma de Santo Domingo), das er am 27. März 1926 mit einem Bachelor of Laws (LL.B.) abschloss. Anschließend war er bis 1930 als Lehrer an der Escuela Normal von Santo Domingo tätig.
Bereits als Lehrer wurde er politisch aktiv, indem er sich im Februar 1930 an einer erfolgreichen Revolte zum Sturz von Präsident Horacio Vásquez beteiligte, die von Rafael Estrella Ureña und dem damaligen Oberkommandierenden der Fuerzas Armadas Dominicanas, General Rafael Leónidas Trujillo Molina, angeführt wurde. Daraufhin wurde er Abgeordneter des Nationalkongresses (Congreso Nacional). Allerdings kam es schnell zu einem Zerwürfnis zwischen Trujillo und dem neuen Präsidenten Estrella Ureña, dem Bonelly nahestand, nachdem Trujillo einen Entwurf für ein Erziehungsgesetz in den Nationalkongress eingebracht hatte. Die darauffolgende Machtübernahme durch Trujillo am 18. August 1930 führte dazu, dass Bonelly wegen seiner Nähe zu Estrella Ureña mit einem zwölfjährigen Berufsverbot als Rechtsanwalt belegt wurde. Erst eine von Trujillo verfügte Amnestie im Jahr 1942 führte zu einer Rehabilitierung von Estrella Ureña und Bonelly sowie zur Rückkehr ins politische Leben, worauf Bonelly zunächst von 1942 bis 1944 Senator und dann bis 1946 Innenminister war.
Nach dem Tode seines Förderers Estrella Ureña 1945 begann Bonellys nunmehr durch Trujillo ermöglichter Aufstieg. Zwischen 1946 und 1948 war er zunächst Arbeitsminister, ehe bis 1949 eine Tätigkeit als Generalstaatsanwalt (Fiscal General) folgte. Zwischen 1949 und 1953 war er nicht nur Professor für Zivilrecht und Verfassungsrecht, sondern auch Dekan der Rechtswissenschaftlichen Fakultät der Universidad de Santo Domingo. Anschließend war er bis 1954 Premierminister unter dem neuen Präsidenten und Bruder Trujillos, Hector Bienvenido Trujillo Molina, der ihn anschließend für kurze Zeit zum Erziehungsminister ernannte, ehe er von 1954 bis 1956 als Botschafter in Spanien akkreditiert war. Nach seiner Rückkehr war er kurzzeitig Justizminister, ehe er zwischen 1957 und 1959 Botschafter in Venezuela war.

### Präsident der Dominikanischen Republik
1960 wurde er zunächst Vizepräsident und als solcher vom 1. bis zum 17. Januar 1962 amtierender Präsident der Dominikanischen Republik, nachdem sich Präsident Joaquín Balaguer geweigert hatte, die Einsetzung eines Staatsrates zur Ausarbeitung einer neuen Verfassung anzuerkennen. Nach einem zweitägigen übergangsweise regierenden zivil-militärischen Rat unter dem Vorsitz von Humberto Bogaert wurde er am 19. Januar 1962 erneut Präsident und übergab dieses Amt am 27. Februar 1963 dem zuvor mit 60 Prozent der Stimmen gewählten Kandidaten des Partido Revolucionario Dominicano (PRD), Juan Bosch Gaviño.
1966 kandidierte Bonelly erfolglos gegen den von US-Präsident Lyndon B. Johnson unterstützten ehemaligen Präsidenten Balaguer, mit dem er seit der Kindheit zwar befreundet, jedoch nach der Amtsenthebung von Balaguer am 31. Dezember 1961 verfeindet war.

### Ehrung und Tod
Im Sommer 1979 wurde ihm ein Ehrendoktortitel durch die führende Privatuniversität der Dominikanischen Republik, die Pontificia Universidad Católica Madre y Maestra (PUCMM), verliehen. Wenige Monate später starb er an Krebs in Santo Domingo.